# Vale de Hula

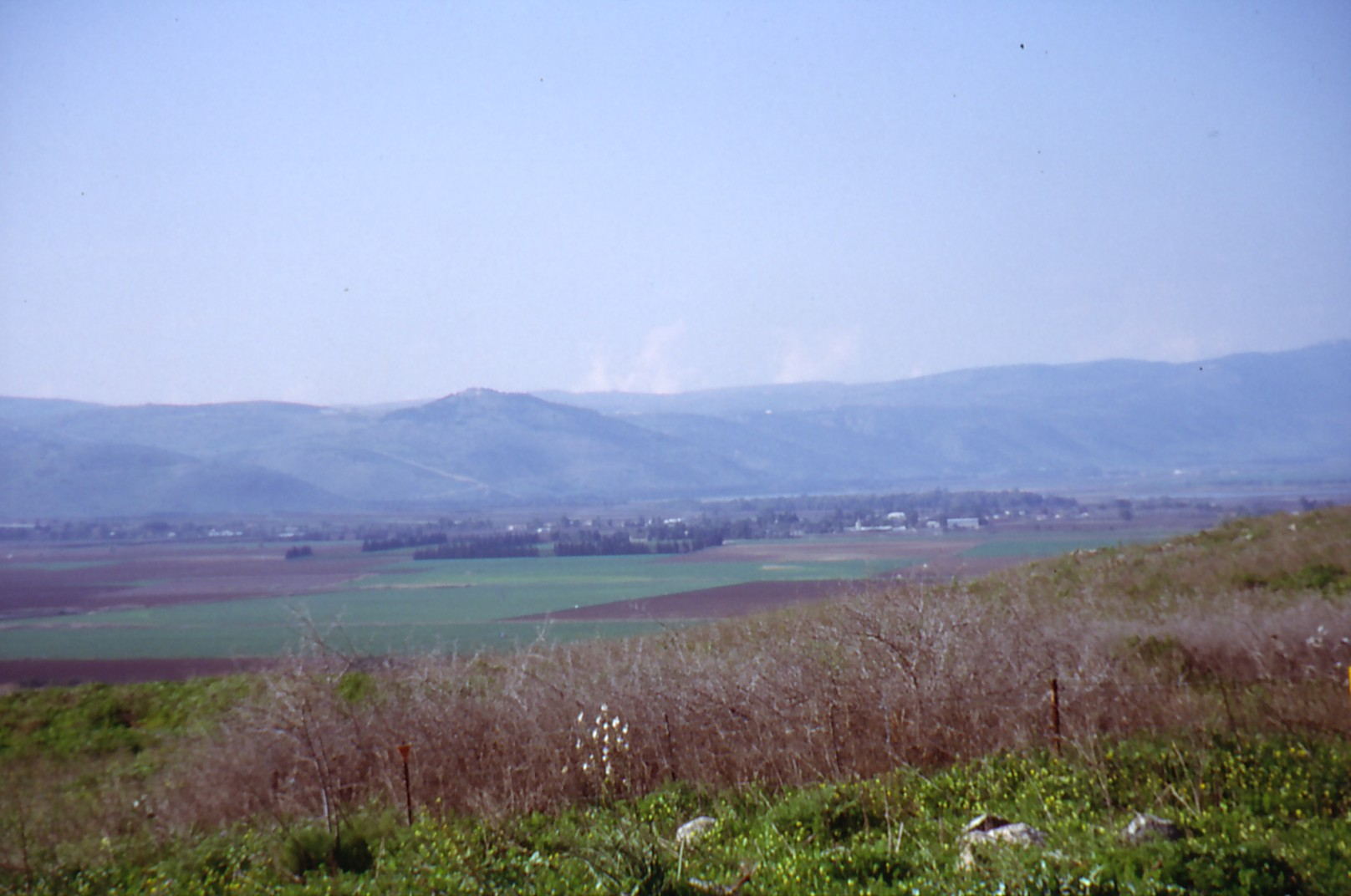
Vale de Hula visto das Colinas de Golã.

O Vale de Hula (em hebraico: עמק החולה, Emek HaHula, por vezes, também transliterado como Huleh Vale) é uma região agrícola no norte de Israel com água abundante. É um local importante para as aves que migram ao longo da fronteira Sírio-Africana do Vale do Rift, entre a África, a Europa e a Ásia.
Lago Hula (também Huleh, o Lago Merom bíblico) e seus arredores foram pântanos drenados nos anos 1950 como uma tentativa de alterar o ambiente para atender as necessidades agrícolas. Embora inicialmente percebida como uma grande conquista nacional de Israel, com o tempo tornou-se evidente que as vantagens de transformar o "deserto" do lago Hula e os seus pântanos foram limitados. Nos últimos anos, após quase 50 anos de uma luta sem êxito para utilizar os recursos do vale, o governo israelense finalmente reconheceu que o desenvolvimento bem sucedido pode suportar somente se um compromisso equilibrado entre a natureza e o desenvolvimento seja alcançado. Assim, a região uma pequena parte do antigo lago e pântano recentemente foi inundado na tentativa de evitar a deterioração dos solos e para vivificar o ecossistema quase extinto.